# Maret (film)
Pour les articles homonymes, voir Maret.
Pour plus de détails, voir Fiche technique et Distribution.
Maret est un film dramatique germano-luxembourgeois réalisé par Laura Schroeder et sorti en 2023.

## Synopsis
Maret, 43 ans, ne se souvient plus des 20 dernières années de sa vie après un accident. Un neurochirurgien, qui vit à Lanzarote aux Canaries, suggère une intervention chirurgicale au cerveau pour éliminer son amnésie. Avant d'accepter, Maret part à la recherche de son passé perdu et de son identité.

## Fiche technique
- Titre original : Maret[1],[2]
- Réalisation : Laura Schroeder
- Scénario : Laura Schroeder, Judith Angerbauer
- Photographie : Laurent Brunet
- Musique : Pascal Schumacher
- Décors : Christina Schaffer
- Costumes : Uli Simon
- Production : Dorothe Beinemeier, Jeanne Geiben, Adrià Monés, Albert Morera, Vincent Quénault
- Sociétés de production : Red Lion, Red Balloon Film
- Pays de production :  Luxembourg -  Allemagne
- Langue originale : allemand, anglais
- Format : couleurs
- Genre : film dramatique
- Durée : 125 minutes
- Dates de sortie : 
  - Luxembourg : 3 mars 2023 (Festival de cinéma de la Ville de Luxembourg) ; 7 juin 2023 (sortie nationale)
  - Allemagne : 4 octobre 2023 (Festival du film de Hambourg)
  - France : 18 octobre 2023 (Festival international du film de La Rochelle)

## Distribution
- Susanne Wolff : Maret
- Iben Hjejle : Dr Moore
- Alvaro Cervantes : Arnau
- Stefan Kampwirth : Thomas
- Filip Peeters : Elias
- Laura Tonke : Yvonne
- André Jung : Dominik